# 云峰经济区
云峰经济区是越南的一个经济区，位于庆和省万宁县云峰湾。该经济区成立于2006年，目标是成为经济增长的核心，中南部城市、工业、服务和旅游中心，中部重点经济区域和国际交流中心和越南重要的旅游中心。